# تايلر كلارك
تايلر كلارك (بالإنجليزية: Tyler Clark)‏ هو سياسي أمريكي، ولد في 15 مايو 1963 في إيستون في الولايات المتحدة. حزبياً، نشط في الحزب الجمهوري. وقد انتخب عضو مجلس نواب مين.